# Daniel Gillies
Daniel Gillies (ur. 14 marca 1976 w Winnipeg w prowincji Manitoba) – kanadyjski aktor pochodzenia nowozelandzkiego.
Występował w roli Elijaha Mikaelsona z serialu telewizyjnego Pamiętniki wampirów oraz jego spin-offu The Originals, a także doktora Joela Gorana z kanadyjskiego serialu Szpital nadziei.

## Życiorys
Gillies urodził się 14 marca 1976 roku w Winnipeg w prowincji Manitoba. Kiedy miał pięć lat, jego rodzice zdecydowali się powrócić do rodzinnej Nowej Zelandii i przeprowadzili się do Invercargill, a następnie do Hamilton. Pomimo iż urodził się w rodzinie z długimi tradycjami lekarskimi (jego ojciec jest pediatrą, a matka pielęgniarką, natomiast praprapradziadek był renomowanym otorynolaryngologiem oraz chirurgiem plastycznym), zainteresował się aktorstwem i uczęszczał do Unitec School of Performing Arts.
Sfrustrowany brakiem możliwości w Nowej Zelandii, Gillies przeniósł się na sześć tygodni do Sydney w Australii w 2001 roku. Następnie wrócił do rodzinnej Kanady, gdzie pracował jako kelner i pomywacz do momentu podjęcia decyzji, aby przenieść się do Stanów Zjednoczonych do Los Angeles.

## Kariera
Gillies rozpoczął swoją karierę w 1997 roku, występując w różnych produkcjach Auckland Theatre Company. Po raz pierwszy wystąpił w filmie Thomasa Michaela Donnelly'ego Dziewczyna żołnierza w 1998 roku. Największą sławę zdobył dzięki serialowi Pamiętniki wampirów, grając tam pierwotnego wampira Elijah, brata Niklausa, Kola, Finna, Rebbecki, oraz syna łowcy wampirów Michaela. Od 2013 występuje w The Originals spin-off'ie serialu Pamiętniki wampirów, opowiada o losach pierwotnej rodziny wampirów. Wystąpił również w innych serialach i filmach telewizyjnych jak Mistrzowie horroru, Agenci NCIS, Czysta krew, Spider-Man 2, Duma i uprzedzenie czy Sadysta.

## Życie prywatne
8 sierpnia 2004 roku Gillies wziął ślub z amerykańską aktorką Rachael Leigh Cook. W czerwcu 2019 ogłosili, że są w separacji. Mają córkę, Charlotte Easton Gillies, która przyszła na świat 28 września 2013 roku. W roku 2015 urodziło się ich drugie dziecko, syn Theodore Vido Sullivan Gillies.

## Filmografia
| Rok  | Tytuł                  | Rola             |
| ---- | ---------------------- | ---------------- |
| 2013 | The Originals          | Elijah Mikaelson |
| 2012 | Szpital nadziei        | Dr. Joel Goran   |
| 2010 | Zbrodnie Palm Glade    | Dave Rollins     |
| 2010 | NCIS                   | Peter Malloy     |
| 2010 | Pamiętniki wampirów    | Elijah Mikaelson |
| 2010 | Czysta krew            | Jon              |
| 2008 | Pod opiekuńczą gwiazdą | Troy Harper      |
| 2007 | Mistrzowie horroru     | Jack Miller      |
| 2007 | Sadysta                | Gary Dexter      |
| 2004 | Duma i uprzedzenie     | Johnny Wickham   |
| 2004 | Spider-Man 2           | John Jameson     |